# Hotel Sofitel Oguzkent
El Hotel Oguzkent o simplemente Hotel Oguzkent (en turcomano: Oguzkent oteli) es un hotel de cinco estrellas, situado en la avenida Bitarap Turkmenistán, Asjabad, Turkmenistán. Construido en 2010 por Bouygues, tiene 299 habitaciones y está situado cerca del centro administrativo de la ciudad, a 20 minutos del aeropuerto. Muy cerca se encuentran el Banco Central de Turkmenistán, el Parlamento del país (Majlis), los ministerios en el palacio deTürkmenbaşy, establecimientos, museos y teatros, y las tiendas y mercados dentro de un radio de 1 km. El hotel cuenta con restaurantes, bar, discoteca, club de salud, piscina y pista de tenis.